# 1858 Lobachevskij
1858 Lobachevskij è un asteroide della fascia principale. Scoperto nel 1972, presenta un'orbita caratterizzata da un semiasse maggiore pari a 2,6991999 UA e da un'eccentricità di 0,0795467, inclinata di 1,66315° rispetto all'eclittica.
L'asteroide è dedicato a Nikolaj Ivanovich Lobachevskij, matematico russo.